# 3761 Romanskaya
3761 Romanskaya è un asteroide della fascia principale. Scoperto nel 1936, presenta un'orbita caratterizzata da un semiasse maggiore pari a 3,1256873 au e da un'eccentricità di 0,2811419, inclinata di 16,20064° rispetto all'eclittica.
L'asteroide è dedicato all'astronoma russa Sof'ja Vasil'evna Vorošilova-Romanskaja.